# 宣扬爪虫科
宣扬爪虫科（學名：Kerygmachelidae）是節肢動物門、恐蝦綱底下的其中一個科。目前该科包括三个属：来自格陵兰岛早寒武世的宣扬爪虫、来自犹他州中寒武世的犹他王虫和来自内华达州中下寒武世蝠鲼虫。这些动物的特征是发达的前附肢，与其他恐虾类（如放射齿目）類似，只不过这些属中存在的前附肢在同一水平面上，并且它们較細。宣扬爪虫类很可能是游动捕食者，利用它们较大的游动叶（flap）在海洋中的上层游泳，并利用它们的前附肢捕捉小型猎物。 

## 外觀
根據蝠鱝蟲在化石中保留的身體長度和宣揚爪蟲身體與其餘部分的比率，推算出蝠鱝蟲全長在30至50公分，大於宣揚爪蟲的20公分。

### 頭部
僅有宣揚爪蟲的化石保存發現頭部，其餘有僅有發現身體的部位。頭部有一對細長前附肢，與放射齒目的前附肢不同的是，錢復之內的突起是向內，而非向下，且前附肢內側有、細長的刺。